# Otia de Mingrélie
Otia de Mingrélie (Otia Dadiani géorgien : ოტია დადიანი; mort en 1757), de la maison des Dadiani, est  prince de Mingrélie de 1728 jusqu'à sa mort. Comme ses prédécesseurs, Otia Dadiani est entrainé dans 
les guerres civiles qui déchirent la Géorgie occidentale et il accorde une  fidélité fluctuante au roi Alexandre V d'Iméréthie. Toutefois dans les dernières années de son règne, Otia se réconcilie avec le royaume d'Iméréthie.

## Accession au trône
Otia est le fils aîné de  Bejan Dadiani, Prince de Mingrélie, et de son épouse  Thamar Gelovani. En 1728, Otia accompagne Bejan lors de l'entrevue fatale avec des représentants de l'Empire Ottoman à Geguti en Iméréthie, où le Dadiani
tombe dans le piège  tendu par le noble Zourab Abachidzé. Bejan est tué par un dignitaire turc, mais Otia s’échappe et succède à son père comme  prince de Mingrélie, non sans un conflit avec son frère cadet Katso qu'il doit capturer et faire emprisonner par le duc  de Ratcha, dans le château de  Kvara.  
Une fois au pouvoir, Otia refuse la requête des Ottomans de se joindre à l'expédition contre les Abkhazes et les Circassiens, à laquelle  le roi Alexandre V d'Iméréthie, l'ancien beau-frère d'Otia prend part. Le Dadiani voit dans cette campagne, qui implique inévitablement ses possessions, une attaque contre les intérêts de la Mingrélie. Le roi Alexandre comprend tardivement que sa décision menace la sécurité de la Mingrélie et retire ses troupes d'Abkhazie, mais Otia songe à se venger.

## Guerres civile en Iméréthie
En décembre 1732, Otia fait cause commune avec la famille Abashidzé  et le duc de Ratcha dans une tentative de chasser le roi Alexandre V du trône et d'y installer son frère Mamouka. Ils bloquent la capitale Kutaisi, mais ne parviennent pas à attaquer la citadelle de peur d'une réaction des Ottomans et se retirent. Ils renouvellent leur tentative mais ils sont repoussés par l'armée royale lors de la bataille de Chikhori au cours de laquelle Otia est blessé et capturé et son frère Katsia tué. Alexandre victorieux essaie de ce réconcilier avec lui et pendant que son adversaire captif recouvre sa santé 
et il lui offre le gouvernement du Letchkhoumi. Toutefois les  Ottomans, qui craignent l’émergence d'une nouvelle alliance contraignent Alexandre V à restaurer Otia en Mingrélie.
Le conflit entre les deux souverains reprend lorsque le prince Zourab Abachidzé entrainent le duc de Ratcha et Otia
dans une autre conspiration. Informé Alexandre V  engage des tribus  de Lezghiens qui ravagent les domaines de ses  ennemis. le Dadiani et Abachidzé ripostent en 1740 et, avec l'aide de mercenaires abkhazes, et incendient le palais royal de Vartsikhe. Otia fait par la suite la paix avec Alexandre V et maintint de bonnes relations avec son successeur, Salomon Ier, qui a épousé sa Mariam. En 1757, le prince Otia vieillissant envoie son fils Katsia et l'armée de  Mingrélie à l'aide de Solomon Ier, qui remporte une victoire décisive sur une armée d'invasion ottomane appuyée par ses alliés locaux, lors de  la  bataille de Khresili.

## Union et postérité
Otia Dadiani épouse Gulkan, fille de Shoshita III, duc de Ratcha Ils ont comme enfants:
- Katsia II Dadiani (mort en 1788), Prince de Mingrélie;
- Prince Nikoloz Dadiani;
- Prince Giorgi Dadiani (mort le 15 décembre 1799), dont le fils Niko "le Grand" Dadiani (1768–1834), fut quelque temps régent de Mingrélie, général, et historien;
- Prince Anton (mort en 1815), religieux qui dévient évêque de  Tsageri (1760–1777) et de Chqondidi (1777–1789);
- Princesse Mariam (morte en 1778), épouse du roi  Salomon Ier d'Iméréthie.